# Suzuki SX4 WRC
De Suzuki SX4 WRC is een rallyauto, gebaseerd op de Suzuki SX4 en ingedeeld in de World Rally Car-categorie, die door Suzuki werd ingezet in het Wereldkampioenschap Rally, tussen het seizoen 2007 en 2008.